# Wereldkampioenschap superbike van Phillip Island 1995
Het wereldkampioenschap superbike van Phillip Island 1995 was de twaalfde en laatste ronde van het wereldkampioenschap superbike 1995. De races werden verreden op 29 oktober 1995 op het Phillip Island Grand Prix Circuit op Phillip Island, Australië.

## Race 1
| Pos | Nr | Rijder                | Constructeur | Rondes | Tijd                | Grid | Punten |
| --- | -- | --------------------- | ------------ | ------ | ------------------- | ---- | ------ |
| 1   | 11 | Troy Corser           | Ducati       | 22     | 35:23.508           | 2    | 25     |
| 2   | 3  | Aaron Slight          | Honda        | 22     | +0.068              | 5    | 20     |
| 3   | 5  | Simon Crafar          | Honda        | 22     | +1.017              | 6    | 16     |
| 4   | 1  | Carl Fogarty          | Ducati       | 22     | +3.832              | 3    | 13     |
| 5   | 33 | John Reynolds         | Kawasaki     | 22     | +18.356             | 4    | 11     |
| 6   | 27 | Pierfrancesco Chili   | Ducati       | 22     | +34.097             | 10   | 10     |
| 7   | 19 | Freddie Spencer       | Ducati       | 22     | +34.173             | 12   | 9      |
| 8   | 36 | Kirk McCarthy         | Honda        | 22     | +34.678             | 9    | 8      |
| 9   | 66 | Mat Mladin            | Kawasaki     | 22     | +37.927             | 7    | 7      |
| 10  | 60 | Shawn Giles           | Ducati       | 22     | +37.964             | 8    | 6      |
| 11  | 53 | Jason McEwen          | Ducati       | 22     | +44.911             | 14   | 5      |
| 12  | 8  | Piergiorgio Bontempi  | Kawasaki     | 22     | +45.261             | 11   | 4      |
| 13  | 52 | Martin Craggill       | Kawasaki     | 22     | +49.085             | 16   | 3      |
| 14  | 67 | Mike Hale             | Ducati       | 22     | +54.084             | 13   | 2      |
| 15  | 49 | Robbie Baird          | Honda        | 22     | +55.312             | 18   | 1      |
| 16  | 47 | Steve Martin          | Suzuki       | 22     | +1:02.978           | 21   |        |
| 17  | 20 | Jochen Schmid         | Kawasaki     | 22     | +1:05.691           | 17   |        |
| 18  | 4  | Andreas Meklau        | Ducati       | 22     | +1:33.664           | 22   |        |
| 19  | 65 | David Emmerson        | Kawasaki     | 21     | +1 ronde            | 26   |        |
| 20  | 57 | John Phelan           | Kawasaki     | 21     | +1 ronde            | 32   |        |
| 21  | 44 | Tony White            | Kawasaki     | 21     | +1 ronde            | 30   |        |
| 22  | 89 | Ed Miller             | Kawasaki     | 21     | +1 ronde            | 34   |        |
| 23  | 54 | Phillip Harper        | Kawasaki     | 21     | +1 ronde            | 28   |        |
| 24  | 51 | Michael Brenton       | Yamaha       | 21     | +1 ronde            | 36   |        |
| 25  | 48 | Craig Stafford        | Yamaha       | 20     | +2 ronden           | 35   |        |
| NC  | 12 | Mauro Lucchiari       | Ducati       | 8      | +14 ronden          | 15   |        |
| DNF | 69 | Benn Archibald        | Kawasaki     | 21     | Uitgevallen         | 23   |        |
| DNF | 17 | Anthony Gobert        | Kawasaki     | 17     | Uitgevallen         | 1    |        |
| DNF | 81 | Massimiliano Marchini | Kawasaki     | 11     | Uitgevallen         | 25   |        |
| DNF | 59 | Massimo Ottobre       | Ducati       | 8      | Uitgevallen         | 33   |        |
| DNF | 62 | Michael Bubb          | Kawasaki     | 6      | Uitgevallen         | 31   |        |
| DNF | 9  | Fabrizio Pirovano     | Ducati       | 6      | Uitgevallen         | 19   |        |
| DNF | 46 | Yves Briguet          | Honda        | 3      | Uitgevallen         | 24   |        |
| DNF | 16 | Brian Morrison        | Ducati       | 3      | Uitgevallen         | 20   |        |
| DNF | 55 | Alistair Maxwell      | Kawasaki     | 0      | Uitgevallen         | 27   |        |
| DNF | 58 | Aldeo Presciutti      | Ducati       | 0      | Uitgevallen         | 29   |        |
| DNQ | 50 | Robert Vanolini       | Honda        | 0      | Niet gekwalificeerd |      |        |
| DNQ | 56 | Phil Allen            | Ducati       | 0      | Niet gekwalificeerd |      |        |
| DNQ | 79 | Scott Webster         | Honda        | 0      | Niet gekwalificeerd |      |        |
| DNQ | 84 | John Orchard          | Kawasaki     | 0      | Niet gekwalificeerd |      |        |
| DNQ | 42 | David Drechsler       | Yamaha       | 0      | Niet gekwalificeerd |      |        |
| DNQ | 83 | Stuart Hablethwaite   | Kawasaki     | 0      | Niet gekwalificeerd |      |        |
| DNQ | 70 | Geoff Pearce          | Ducati       | 0      | Niet gekwalificeerd |      |        |

## Race 2
| Pos | Nr | Rijder                | Constructeur | Rondes | Tijd                | Grid | Punten |
| --- | -- | --------------------- | ------------ | ------ | ------------------- | ---- | ------ |
| 1   | 17 | Anthony Gobert        | Kawasaki     | 22     | 35:29.674           | 1    | 25     |
| 2   | 1  | Carl Fogarty          | Ducati       | 22     | +0.104              | 3    | 20     |
| 3   | 11 | Troy Corser           | Ducati       | 22     | +0.221              | 2    | 16     |
| 4   | 3  | Aaron Slight          | Honda        | 22     | +0.497              | 5    | 13     |
| 5   | 5  | Simon Crafar          | Honda        | 22     | +2.078              | 6    | 11     |
| 6   | 67 | Mike Hale             | Ducati       | 22     | +16.200             | 13   | 10     |
| 7   | 33 | John Reynolds         | Kawasaki     | 22     | +22.582             | 4    | 9      |
| 8   | 8  | Piergiorgio Bontempi  | Kawasaki     | 22     | +25.739             | 11   | 8      |
| 9   | 60 | Shawn Giles           | Ducati       | 22     | +25.748             | 8    | 7      |
| 10  | 27 | Pierfrancesco Chili   | Ducati       | 22     | +43.990             | 10   | 6      |
| 11  | 16 | Brian Morrison        | Ducati       | 22     | +45.114             | 20   | 5      |
| 12  | 9  | Fabrizio Pirovano     | Ducati       | 22     | +54.810             | 19   | 4      |
| 13  | 52 | Martin Craggill       | Kawasaki     | 22     | +56.743             | 16   | 3      |
| 14  | 49 | Robbie Baird          | Honda        | 22     | +57.839             | 18   | 2      |
| 15  | 20 | Jochen Schmid         | Kawasaki     | 22     | +1:01.725           | 17   | 1      |
| 16  | 47 | Steve Martin          | Suzuki       | 22     | +1:14.976           | 21   |        |
| 17  | 69 | Benn Archibald        | Kawasaki     | 22     | +1:18.926           | 23   |        |
| 18  | 4  | Andreas Meklau        | Ducati       | 22     | +1:27.322           | 22   |        |
| 19  | 65 | David Emmerson        | Kawasaki     | 21     | +1 ronde            | 26   |        |
| 20  | 57 | John Phelan           | Kawasaki     | 21     | +1 ronde            | 32   |        |
| 21  | 89 | Ed Miller             | Kawasaki     | 21     | +1 ronde            | 34   |        |
| 22  | 51 | Michael Brenton       | Yamaha       | 21     | +1 ronde            | 36   |        |
| 23  | 48 | Craig Stafford        | Yamaha       | 20     | +2 ronden           | 35   |        |
| DNF | 12 | Mauro Lucchiari       | Ducati       | 17     | Uitgevallen         | 15   |        |
| DNF | 53 | Jason McEwen          | Ducati       | 17     | Uitgevallen         | 14   |        |
| DNF | 58 | Aldeo Presciutti      | Ducati       | 16     | Uitgevallen         | 29   |        |
| DNF | 46 | Yves Briguet          | Honda        | 14     | Uitgevallen         | 24   |        |
| DNF | 44 | Tony White            | Kawasaki     | 10     | Uitgevallen         | 30   |        |
| DNF | 81 | Massimiliano Marchini | Kawasaki     | 3      | Uitgevallen         | 25   |        |
| DNF | 66 | Mat Mladin            | Kawasaki     | 2      | Uitgevallen         | 7    |        |
| DNF | 36 | Kirk McCarthy         | Honda        | 0      | Uitgevallen         | 9    |        |
| DNF | 54 | Phillip Harper        | Kawasaki     | 0      | Uitgevallen         | 28   |        |
| DNF | 19 | Freddie Spencer       | Ducati       | 0      | Uitgevallen         | 12   |        |
| DNS | 55 | Alistair Maxwell      | Kawasaki     | 0      | Niet gestart        | 27   |        |
| DNS | 62 | Michael Bubb          | Kawasaki     | 0      | Niet gestart        | 31   |        |
| DNS | 59 | Massimo Ottobre       | Ducati       | 0      | Niet gestart        | 33   |        |
| DNQ | 50 | Robert Vanolini       | Honda        | 0      | Niet gekwalificeerd |      |        |
| DNQ | 56 | Phil Allen            | Ducati       | 0      | Niet gekwalificeerd |      |        |
| DNQ | 79 | Scott Webster         | Honda        | 0      | Niet gekwalificeerd |      |        |
| DNQ | 84 | John Orchard          | Kawasaki     | 0      | Niet gekwalificeerd |      |        |
| DNQ | 42 | David Drechsler       | Yamaha       | 0      | Niet gekwalificeerd |      |        |
| DNQ | 83 | Stuart Hablethwaite   | Kawasaki     | 0      | Niet gekwalificeerd |      |        |
| DNQ | 70 | Geoff Pearce          | Ducati       | 0      | Niet gekwalificeerd |      |        |

## Eindstanden na wedstrijd
| Pos | Nr | Rijder         | Team     | Punten |
| --- | -- | -------------- | -------- | ------ |
| 1   | 1  | Carl Fogarty   | Ducati   | 478    |
| 2   | 11 | Troy Corser    | Ducati   | 339    |
| 3   | 3  | Aaron Slight   | Honda    | 323    |
| 4   | 17 | Anthony Gobert | Kawasaki | 222    |
| 5   | 25 | Yasutomo Nagai | Yamaha   | 188    |

1990 · 1991 · 1992 · 1994 · 1995 · 1996 · 1997 · 1998 · 1999 · 2000 · 2001 · 2002 · 2003 · 2004 · 2005 · 2006 · 2007 · 2008 · 2009 · 2010 · 2011 · 2012 · 2013 · 2014 · 2015 · 2016 · 2017 · 2018 · 2019 · 2020 · 2022 · 2023 · 2024 · 2025